# Ermita de San Antonio Abad (Villahermosa del Río)
La ermita de San Antonio Abad en Villahermosa del Río, en la comarca del Alto Mijares en Castellón, es un lugar de culto declarado de modo genérico Bien de Relevancia Local, en la categoría de Monumento de interés local, según la Disposición Adicional Quinta de la Ley 5/2007, de 9 de febrero, de la Generalitat, de modificación de la Ley 4/1998, de 11 de junio, del Patrimonio Cultural Valenciano (DOCV Núm. 5.449 / 13/02/2007)
La ermita se sitúa en lo alto de un cerro (localizado a las afueras del pueblo dirección Puertomingalvo) rodeado por la carretera mediante la cual se accede a la ermita.

## Descripción
Se cree que el edificio data de finales del siglo XIII o principios del XIV, pese a que en la fachada aparece la fecha 1812, esta se considera que debe hacer referencia a una intervención posterior. Presenta planta rectangular (con unas medidas interiores de 23 metros de longitud y 6,50 metros de anchura), a la que se le anexiona la casa del ermitaño, que comparte el tipo de techo de La ermita, de tejas a dos aguas. Presenta una sola nave con coro alto y sacristía.
Externamente es muy sobria y actualmente su aspecto exterior muestra una capa de pintura blanca que impide ver los materiales constructivos originales.
El acceso al templo se realiza mediante una rampa que llega hasta la puerta que se sitúa en una fachada lateral, que presenta un atrio con cuatro arcos de medio punto, y tejado en el 	que se alza una espadaña de una única campana. 
Interiormente tiene una techumbre de madera soportada por cuatro arcos apuntados y uno de medio punto, que es el que da acceso al presbiterio. En el altar se puede contemplar la imagen, moderna, del Santo con el típico cerdito a sus pies.
Las fiestas en honor del santo se celebran el 17 de enero, pero la mayoría de los actos se realizan en el fin de semana más cercano a dicha celebración, pudiéndose destacar entre los actos: el toro embolado, la bendición de animales, la quema de la monumental hoguera que se forma en una de plazas del pueblo, la procesión desde el pueblo hasta la ermita, o la subasta vespertina en la plaza del Ayuntamiento.